# 20641 Yenuanchen
20641 Yenuanchen è un asteroide della fascia principale. Scoperto nel 1999, presenta un'orbita caratterizzata da un semiasse maggiore pari a 3,0228126 UA e da un'eccentricità di 0,1090823, inclinata di 2,85572° rispetto all'eclittica.